# Algeti nationalpark
Algeti nationalpark (georgiska: ალგეთის ეროვნული პარკი) är en nationalpark i sydöstra Georgien. Nationalparken ligger i regionen Nedre Kartlien, i distriktet Tetritsqaro ca 60 km sydväst om Georgiens huvudstad, Tbilisi.
Högsta punkten i parken är 2 000 m över havet. Den grundades 1965 och blev omgjord till nationalpark 2007.